# Perestupi porog
Perestupi porog (Переступи порог) è un film del 1970 diretto da Ričard Nikolaevič Viktorov.